# 勒托洛内
勒托洛内（法語：Le Tholonet，法語發音：[lə tɔlɔnɛ]）是法国罗讷河口省的一个市镇，属于普罗旺斯地区艾克斯区。

## 地理
勒托洛内（43°31'18"N, 5°30'40"E）面积10.82 平方千米，位于法国普罗旺斯-阿尔卑斯-蓝色海岸大区罗讷河口省，该省份为法国东南部沿海省份，北起沃克吕兹省，西接加尔省，南濒地中海，东临瓦尔省。
与勒托洛内接壤的市镇（或旧市镇、城区）包括：普罗旺斯地区艾克斯、博尔克伊、梅勒伊、圣马克-若姆加尔德。

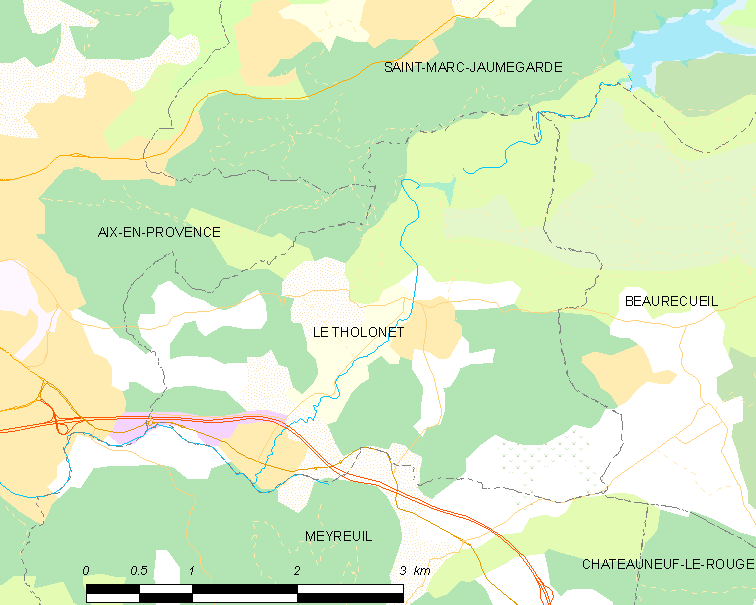
勒托洛内的OSM定位图

勒托洛内的时区为UTC+01:00、UTC+02:00（夏令时）。

## 行政
勒托洛内的邮政编码为13100，INSEE市镇编码为13109。

## 政治
勒托洛内所属的省级选区为特雷茨县。

## 人口

1962-2008年间勒托洛内人口变化图示

勒托洛内于2022年1月1日时的人口数量为2370人。